# Mausoleo di Campo Barbarico
Il Mausoleo di Campo Barbarico è un edificio funerario di età romana afferente alla tipologia delle cosiddette "tombe a tempietto", sito nel territorio del Municipio VII del Comune di Roma, all'altezza del IV miglio della Via Latina (nel tratto ricalcato da via Campo Barbarico), immediatamente a Sud-Est del Parco archeologico delle Tombe di via Latina.

## Storia
Allo stato attuale delle ricerche, non si conosce il nome della famiglia o della societas funeraticia a cui si deve la costruzione di questo edificio, realizzato nel corso del II secolo d.C. in opera laterizia. 

Deve il suo nome attuale alla collocazione topografica presso il cd. Campo Barbarico, area del suburbio romano sfruttata dai Goti di Vitige nel 539, durante l'assedio di Roma, per la realizzazione del loro accampamento. 
In seguito al suo abbandono e a crolli dovuti ad eventi sismici, l'edificio viene parzialmente ricostruito nel corso del Medioevo ed adibito a fienile, destinazione che conserva fino alla fine dell'Ottocento. 
La prima descrizione del mausoleo si deve ad un artista anonimo probabilmente portoghese che nel 1570 realizza due disegni dell'edificio, corredati da note e misurazioni, attualmente conservati presso la Royal Library di Windsor.
Dopo una fase di abbandono e di occupazione abusiva, l'edificio subisce alcuni interventi di consolidamento e restauro a partire dal 1974.

## Descrizione
L'edificio presenta pianta rettangolare (mt 8.30x9.90), con ingresso rivolto verso il fronte della via Latina. L'esterno, parzialmente ricostruito in seguito a crolli soprattutto per quanto riguarda la facciata principale, doveva presentarsi piuttosto spoglio già in antico. L'interno, invece, è costituito oggi come in antico da un unico ambiente rettangolare, coperto con volta a botte cassettonata, di cui oggi si conserva solo il piano di imposta. Le pareti laterali sono articolate su tre ordini di nicchie e arcosoli sovrapposti, mentre la parete di fondo si sviluppa su due registri: nel registro inferiore, una grande nicchia centrale absidata è incorniciata da due nicchie rettangolari; nel registro superiore, due scale affrontate conducono ad una grande nicchia centrale absidata, sormontata da doppio timpano e inquadrata da due nicchie a scarsella. L'interno presentava una ricca decorazione pittorica, come testimoniato dai disegni del Cinquecento e da alcuni lacerti superstiti sulla parete di fondo.

## Galleria d'immagini

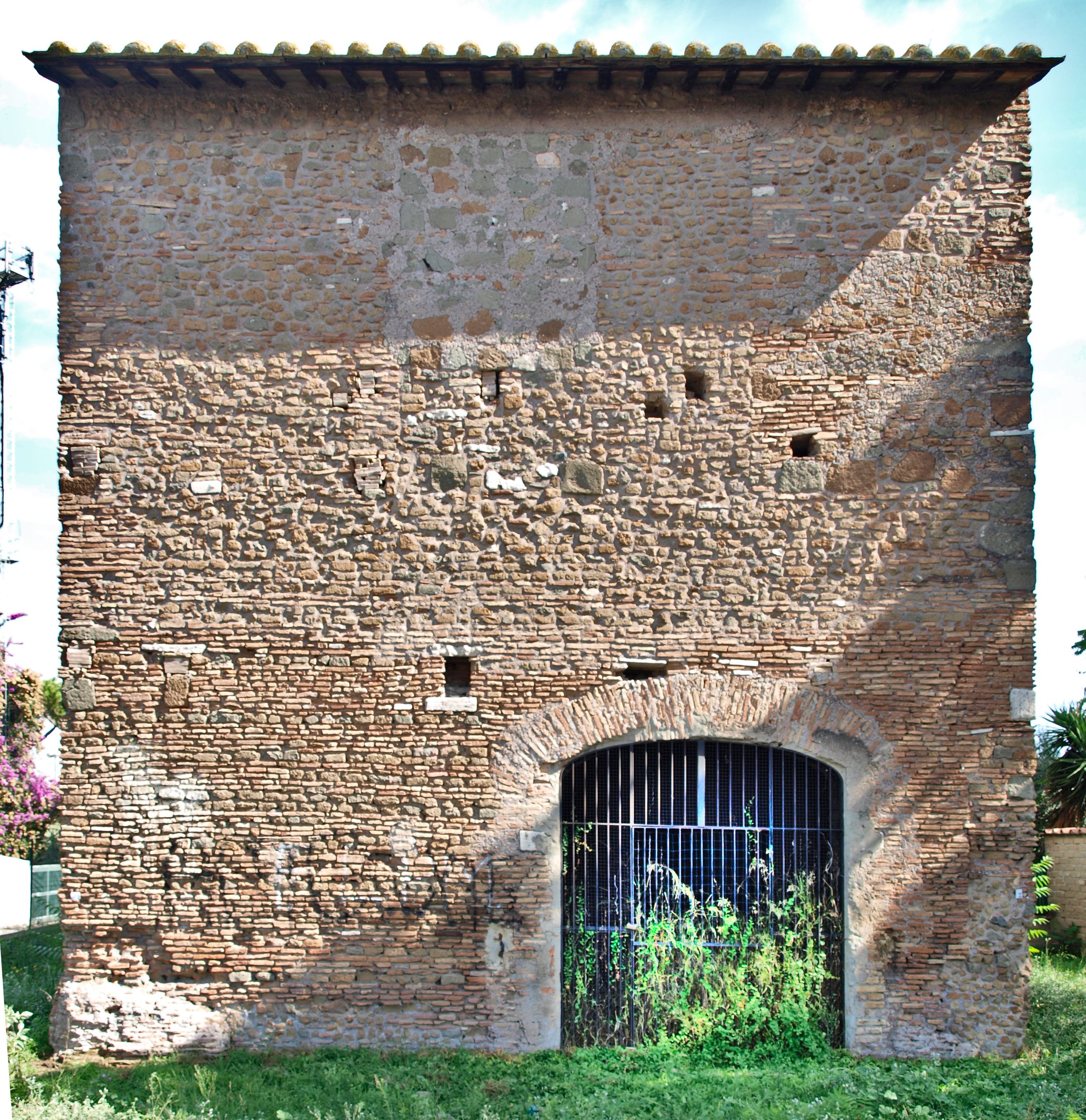
La facciata d'ingresso del mausoleo
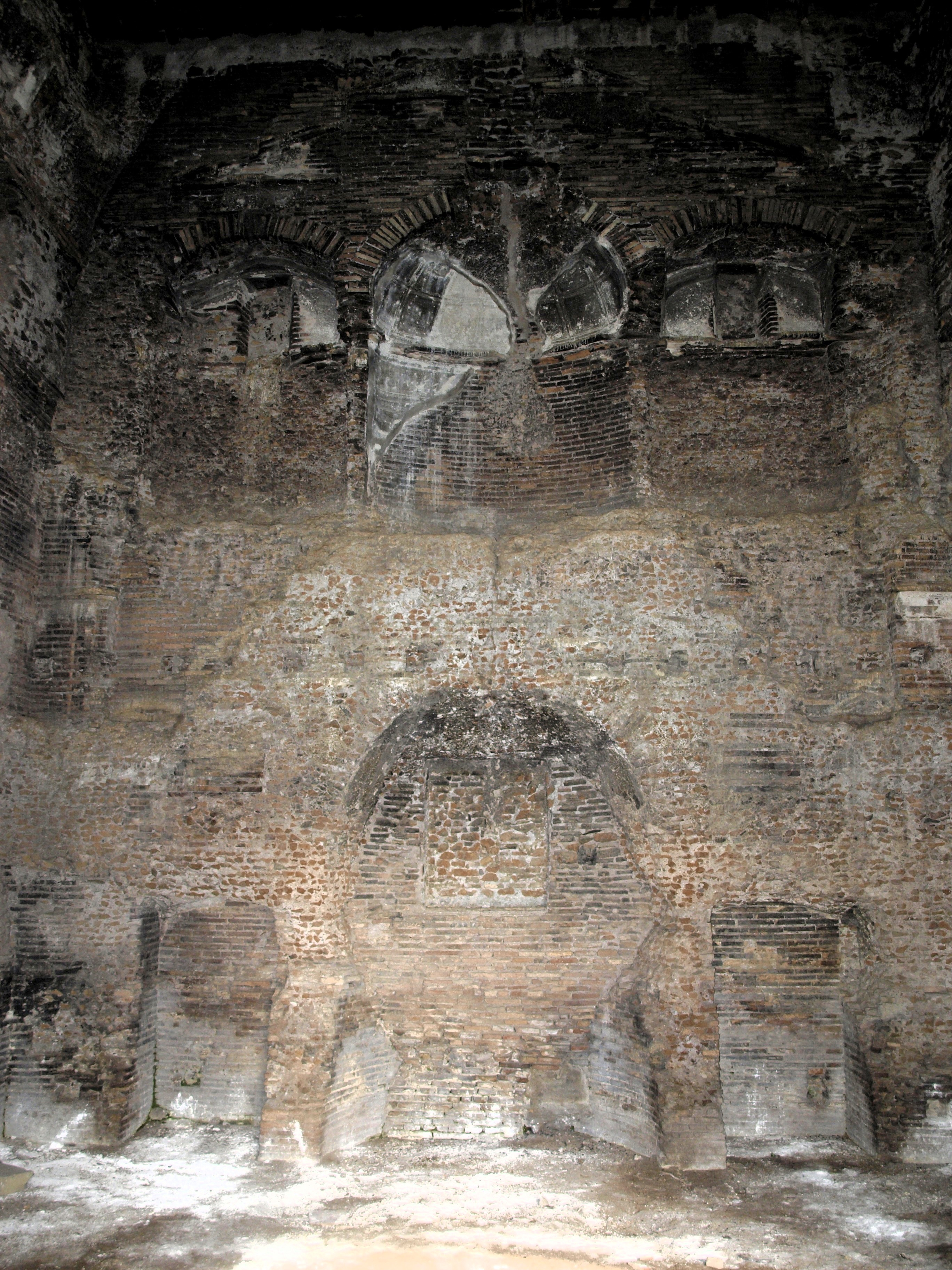
La parete di fondo del mausoleo